# Лејк Риџ (Вирџинија)
Лејк Риџ (енгл. Lake Ridge) насељено је место без административног статуса у америчкој савезној држави Вирџинија.

## Демографија
По попису из 2010. године број становника је 41.058, што је 10.654 (35,0%) становника више него 2000. године.
| Група             | 2000.          | 2010.          |
| Белци             | 21.363 (70,3%) | 22.209 (54,1%) |
| Афроамериканци    | 4.872 (16,0%)  | 8.283 (20,2%)  |
| Азијати           | 1.072 (3,5%)   | 2.737 (6,7%)   |
| Хиспаноамериканци | 2.161 (7,1%)   | 6.311 (15,4%)  |
| Укупно            | 30.404         | 41.058         |